# Tourbes
Tourbes is een gemeente in het Franse departement Hérault (regio Occitanie). De plaats maakt deel uit van het arrondissement Béziers. Tourbes telde op 1 januari 2022 1.875 inwoners.

## Geografie
De oppervlakte van Tourbes bedroeg op 1 januari 2022 15,96 vierkante kilometer; de bevolkingsdichtheid was toen 117,5 inwoners per km².

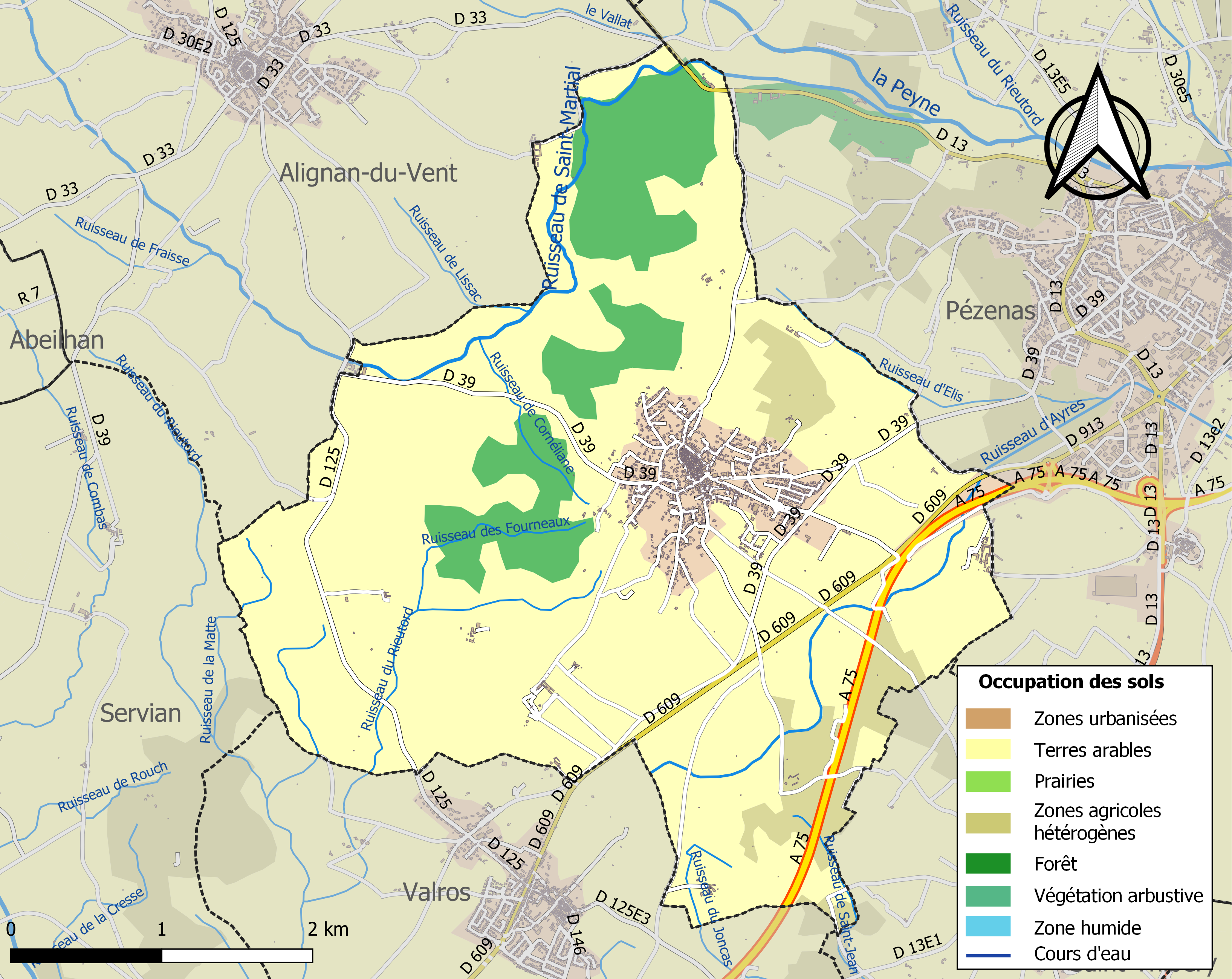
Kaart van de gemeente met belangrijkste infrastructuur, bodemgebruik en omliggende gemeenten

## Demografie
Onderstaande figuur toont het verloop van het inwonertal (bron: INSEE-tellingen).